# طعام مدرسي

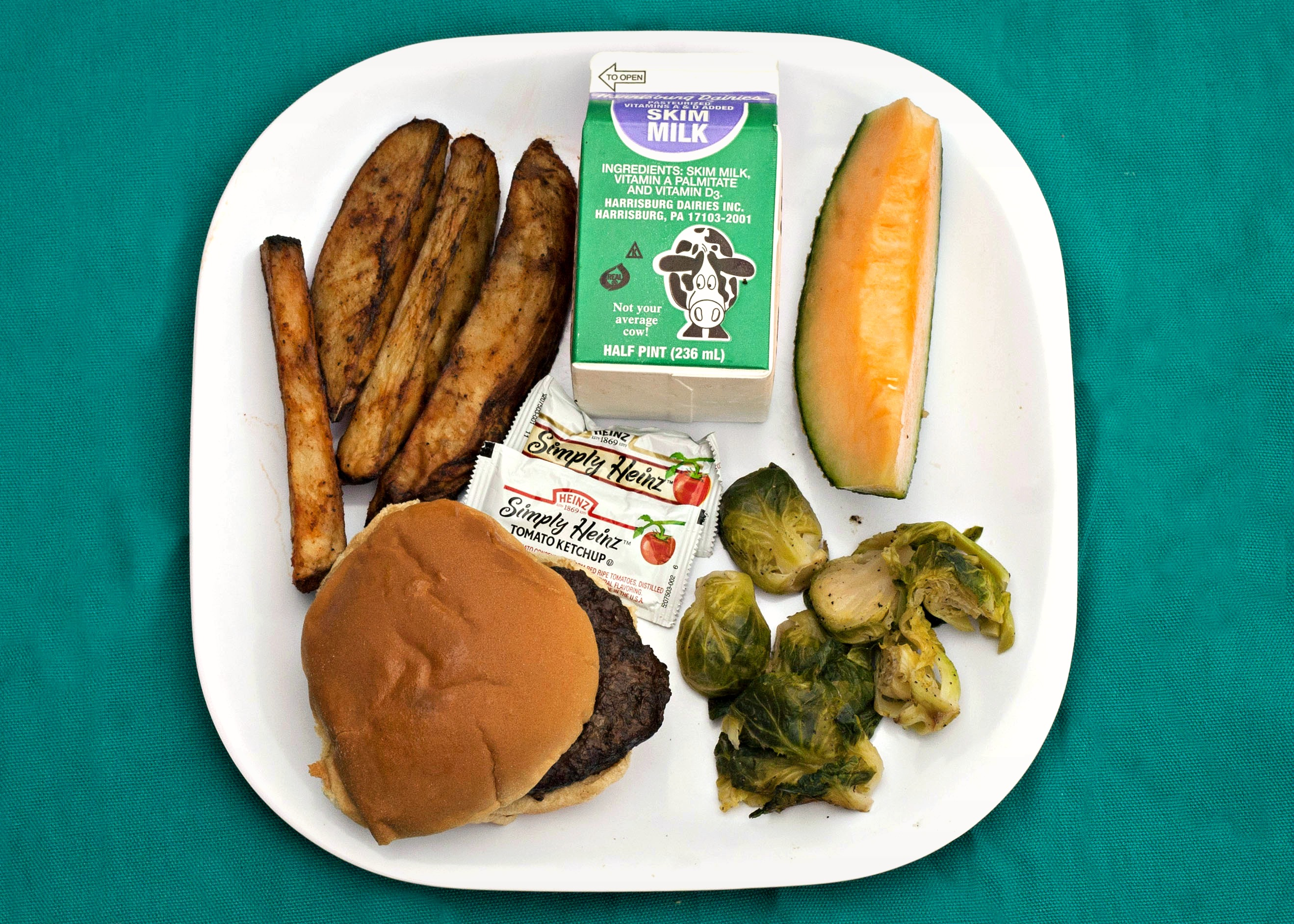
وجبة غداء مدرسية في واشنطن العاصمة، تحتوي على: همبرجر، بطاطا مقلية، حليب، شمام، وكرنب بروكسل.

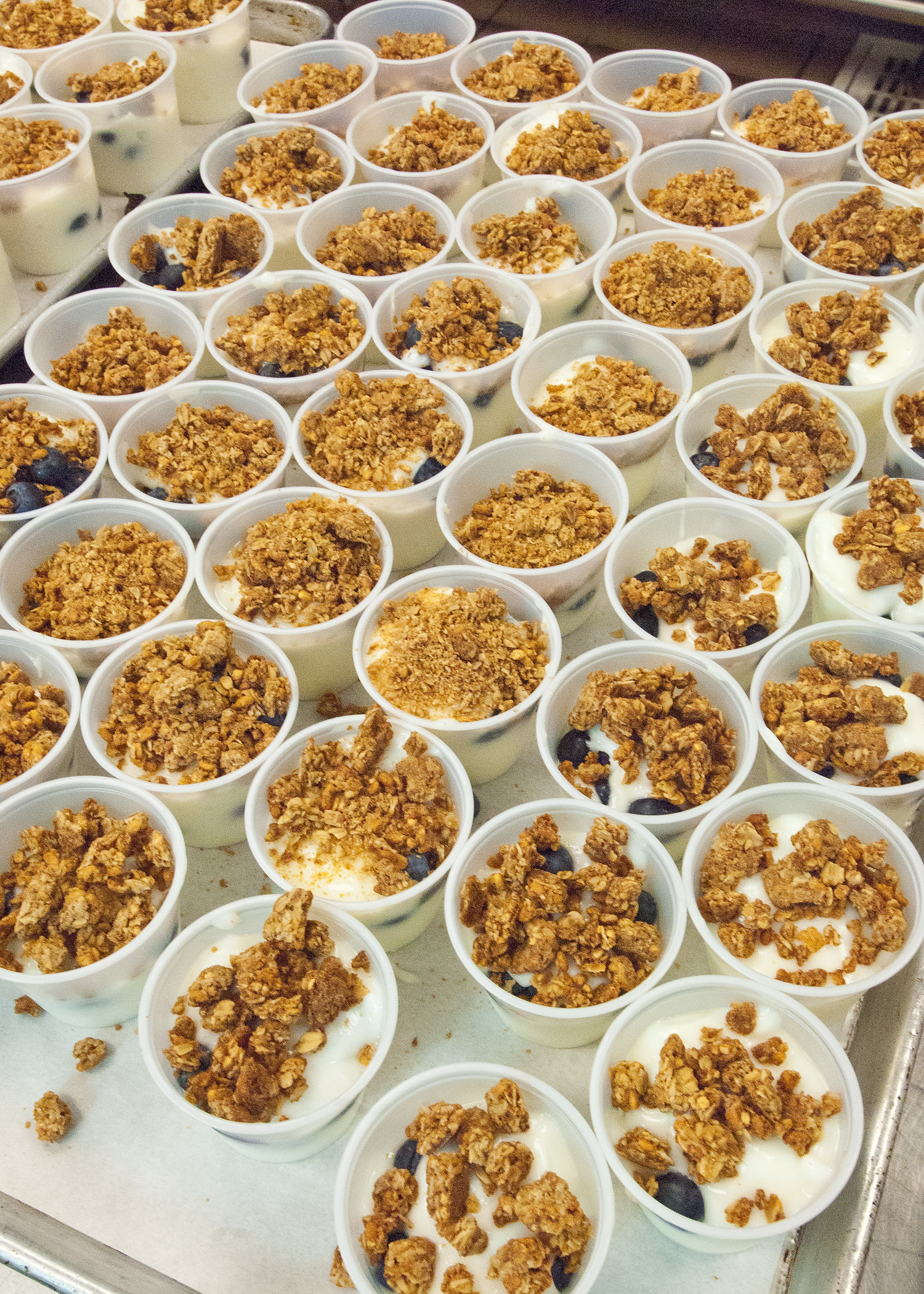
زبادي وفاكهة وجرانولا (حلوى سريعة بالفاكهة والمكسرات) في واشنطن

الطعام المدرسي (بالإنجليزية: School meal)‏ هو اللفظ الذي يطلق على الوجبات التي تقدم للطلاب في المدارس و‌الجامعات. ويتم تحضيره في مطعم المدرسة أو مطعم الجامعة وهذا النظام قليلاً ما نجده في جداول المؤسسات التعليمية.
وجبة المدرسة أو وجبة الغداء المدرسية (المعروف أيضاً باسم وجبة غداء ساخنة، عشاء المدرسة، أو وجبة الإفطار المدرسية) هي وجبة غذائية وعادة ماتكون في منتصف أو بداية اليوم الدراسي وتقدم للطلبة في المدرسة. لدي البلدان في جميع أنحاء العالم أنواع مختلفة من برامج الوجبات المدرسية. فالملايين من الأطفال من كافة المواصفات والصفوف الدراسية يحصلون علي وجباتهم في المدارس الخاصة بهم كل يوم. فعلي المنحي العلمي والطبي تعتبر الوجبات المدرسية عنصرا أساسيا في تنشئة الطفل ونموه. توفر الوجبات المدرسية أغذية عالية في طاقتها وقيمتها الغذائية مجانا أو بمقابل أسعار موفرة.
وتختلف فوائد الوجبات المدرسية من بلد إلى بلد فبينما تعتبر الوجبة المدرسية في البلدان المتقدمة مصدراً للوجبات المغذية لكنها في البلدان النامية عبارة عن حافز لإرسال الأطفال إلى المدارس ومواصلة تعليمهم. في البلدان النامية توفر الوجبات المدرسية الأمن الغذائي في أوقات الأزمات، وتساعد الأطفال لكي يصبحوا أصحاء ومنتجين في كبرهم، وبالتالي تنتهي دائرة الفقر و‌الجوع. في جميع الاحوال فإن وجبات المدرسة تعطي الفرصة للأطفال للتركيز على دراستهم دون أن يعرضهم الجوع للتشتت الذهني.

## الأنواع

### وجبات مدرسية مجانية
السويد و‌فنلندا وجمهورية التشيك و‌استونيا هي من بين البلدان القليلة التي توفر وجبات مدرسية مجانية لجميع التلاميذ في مرحلة التعليم الإلزامي بغض النظر عن قدرتهم على الدفع. العديد من الحكومات في البلدان النامية تستخدم بشكل متزايد وجبات مدرسية مجانية لتحسين معدلات الحضور والحد من سوء التغذية.
في البلدان ذات الدخل المرتفع عادة ما تكون الوجبات المجانية متاحة للأطفال الذين يستوفون المعايير القائمة على الدخل. (باستثناء أستراليا حيث لا تتوفر وجبات مدرسية مجانية).

### وجبات مخفضة السعر
تتوفر وجبات مخفضة السعر في بعض البلدان لمن يحتاجون إلى بعض المساعدة في التكاليف. تتاح الوجبات منخفضة التكلفة للطلاب في بلدان مثل جمهورية أيرلندا و‌فرنساو ‌ايطاليا و‌هونغ كونغ و‌اليابان و‌الولايات المتحدة.

### وصمة عار
عندما لا تتوفر الوجبات المدرسية المجانية لجميع الطلاب فإن من يحصل عليها يمكن أن يوصف بعدم أحقيته لها. وقد أظهرت الدراسات أن العديد من الأطفال الذين يحق لهم أخذ وجبات مجانية لا يتسلموها، وأولئك الذين يتسلموها قد يعانون من عواقب سلبية. وعلاوة على ذلك فإنه ليس كل الأطفال المستفيدون من وجبة غداء مجانية أو مخفضة السعر مؤهلون لذلك. وقد دعت منظمات مثل مجموعة العمل ضد الفقر الخاصة بالأطفال لتوفير وجبات مدرسية مجاناً لجميع التلاميذ لمعالجة هذه المسائل. مولت منظمة في الولايات المتحدة تدعي «شارك قوتنا» برامج رائدة لتوفير وجبة مدرسية مجانية للجميع في بعض المناطق التعليمية.

## الخلفية التاريخية
وقد شجعت زيادة معدلات البدانة في الأطفال الحكومات لتوفير وجبات غداء مدرسية صحية وأكثر توازناً.
على سبيل المثال ففي المملكة المتحدة تم إحداث تغيرات كبيرة في الوجبات المدرسية عن تلك التي قدمت في القرن التاسع عشر. وقد انتشرت أول إستراتيجية وطنية للوجبات المدرسية في جميع أنحاء المملكة المتحدة في سنة 1941. وقد وضعت الاستراتيجية الخطوط العريضة الاولي للتغذية الخاصة بغداء المدرسة الأمر الذي يتطلب وجبات متوازنة والتي تشمل مستويات مناسبة من البروتين والدهون و‌السعرات الحرارية.

## أوروبا

### المملكة المتحدة

#### الخلفية التاريخية
طالبت المملكة المتحدة السلطات المحلية لتوفير غداءالمدرسة التي تتفق مع الاحتياجات الغذائية القانونية وذلك في سنة 1944. دفعت الحكومة التكلفة الكاملة للوجبات المدرسية في سنة 1947. كانت الوجبات المدرسية المجانية متاحة للأطفال من الأسر ذوي الدخول المنخفضة جدا. ونتيجة لذلك من بعد فترة الخمسينات فصعودا أصبح «غداء المدرسة» من الامور التقليدية الاساسية والمترسخة في الضمير الوطني. تشير تاريخيا «حلوي المدرسة» على وجه الخصوص إلى التحلية التي تقدم مع الغداءالمدرسي في المدارس الحكومية والخاصة. ومن الأمثلة على ذلك الفطائر مثل فطيرة الجِبْسي وفطيرة مانشستر والحلويات الساخنة مثل الفطيرة المنقطة والفطيرة الإسفنجية. 
في الثمانينات أنهت الحكومة المحافظة برئاسة مارغريت تاتشر استحقاق الوجبات المجانية للآلاف من الأطفال وأجبرت السلطات المحلية لتوفير الوجبات المدرسيعن طريق فتح مناقصات تنافسية. وكان الهدف من ذلك هو تقليل تكلفة الوجبات المدرسية التي تقدمها السلطات المحلية. ومع ذلك، فإنه تسبب في انخفاض كبير في مستوى التغذية المدرسية. وأشار استطلاع عام 1999 أجراه  مجلس الأبحاث الطبية مشيرا إلي أنه وبرغم التقنين  إلا أن الأطفال في سنة 1950 كانواأكثر صحة من نظرائهم في التسعينات مع المزيد من المواد المغذية وأقل في الدهون والسكر. وأصبح هذا موضوعا رئيسيا للنقاش سنة 2004 عندما قاد الطاهي جيمي أوليفر حملة لتحسين نوعية الوجبات المدرسية. في هذا الوقت، عادة ما كان الطعام في المدارس الحكومية يطهي في مطاعم خارجية. باعت المدارس الكثير من الوجبات السريعة المقلية مثل البطاطاو قطع ديك رومي مقلية والبيتزا والفطائر. بعد عرض برنامج «الغداءالمدرسي لجيمي» على القناة الرابعة دعمت قطاعات الشعب زيادة تمويل الوجبات المدرسية مما دعاالحكومة لإنشاء«وديعة الطعام المدرسي» . وأصبح هذا الموضوع عاملا في الانتخابات العامة في المملكة المتحدة سنة 2005.

#### الوضع الراهن
منذ سبتمبر عام 2014 يحق لجميع التلاميذ الأطفال في المدارس في إنجلترا تناول وجبة ساخنة مجانية في وقت الغداء كل يوم. وكانت هذه مبادرة من نائب رئيس الوزراء نيك كليغ الذي دشن الاستراتيجية في مؤتمر الحزب الديمقراطي الليبرالي في عام 2013. وفي بداية المبادرة كانت الحكومة تدفع 2.30 جنيه استرليني  لكل وجبة يستلمها التلاميذ المؤهلة حديثا.
وتستخدم الحكومة الإنجليزية استحقاق الوجبات المدرسية المجانية كإجراء من الحرمان. دفعت الحكومة في السنة المالية 2014-2015 للمدارس قسط من 1300جنيه استرليني للتلاميذ في المرحلة الابتدائية أو 935 جنيه استرليني  للتلاميذ في المرحلة الثانوية لكل طفل يستحق الوجبة. إحدي عشر بالمائة من الأسر التي يحق لها استلام وجبات مجانية لا تطالب بها مما يعني أن مدارسهم لا تحصل على تمويل إضافي. ومن غير الواضح كيف سيتأثر تقديم وجبات مجانية شاملة للطلاب الاصغر سنا في المدارس البريطانية.
منذ يناير كانون الثاني عام 2015 وفرت الحكومة الاسكتلندية وجبات مدرسية مجانية لجميع الأطفال في المدارس الابتدائية من الصف الأول الي الثالث.

#### حماية الحقوق
أيدالاتحاد الوطني للمعلمين مشروع الوجبات المدرسية المجانية لجميع الأطفال. قامت فيونا توايكروس بحملة لإقناع حزب العمال بالالتزام بتوفير وجبات مدرسية مجانية شاملة. وتقول إنه وفقا لمعهد الدراسات المالية والمركز القومي للبحوث الاجتماعية فإن الوجبات المدرسية المجانية لجميع الطلاب تزيد بشكل كبير التحصيل في المدارس.
وقد تم تهديد شركة الطهي«تشارتويلز» التي تمد المدارس بالوجبات في دورست، بمقاضاتها بسبب فشلها في توفير الوجبات الساخنة بعد اندلاع حريق في أحد مطابخها.

### استونيا
يقدم الطعام المدرسي المجاني لطلبة المرحلة الابتدئية والثانوية في استونيا.

#### ارشادات التغذية
تستند المبادئ التوجيهية الغذائية للوجبات المدرسية الاستونية على الهرم الغذائي الإستوني. في قاعدة الهرم يوجد الماء وممارسة الرياضة. وتشمل الطبقة الثانية النشويات والفواكه والخضروات. ووفقا لإرشادات الحمية الغذائية القائمة علي الطعام الصحي فإنه ينبغي لهذه المكونات أن تشكل السواد الاعظم من كل وجبة. القسم الأوسط من الهرم يشمل منتجات الألبان واللحوم. تقترح المبادئ التوجيهية تناول هذه الأطعمة في شكل أجزاء صغيرة يوميا.تحت الطبقة العليا بقليل توجد الزيوت والزبدة والمكسرات. في قمة الهرم يوجد أطعمة مثل الآيس كريم والمشروبات الغازية، والعسل، والبسكويت: الأطعمة الغنية بالسكر ويجب أن تؤكل بقلة كدفعات خاصة.

### فنلندا

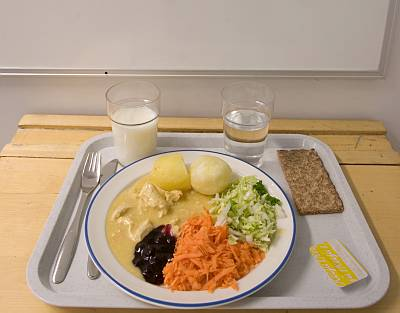
طعام مدرسي فنلندي

#### الخلفية التاريخية
توفر فنلنداوجبات ساخنة مجانية في المدارس لجميع التلاميذ من مرحلة ما قبل الابتدائي إلى التعليم الثانوي في كل يوم دراسي والتي يكفلها قانون التعليم الأساسي 1948.تنص المادة 31 من قانون التعليم الأساسي على ما يلي: «ويجب تقديم وجبة متوازنة ومنظمة لكل تلميذ ملتحق بالتعليم الأساسي وتحت إشراف مناسب في كل يوم مدرسي» 
وكانت بعض المدن الفنلندية قد قدمت للطلاب الفقراء عشاء مجانيا في المدارس منذ بداية القرن العشرين. على سبيل المثال نفذت مدينة كووبيو ذلك ابتداء من عام 1902 وتوسعت في تقديم العشاء المدرسي لجميع الطلاب في عام 1945.

#### الوضع الراهن
ووفقا للمجلس الوطني الفنلندي لإحصاءات التعليم من عام 2014، بلغت قيمة متوسط الوجبات المدرسية في 2،80 يورو يوميا لكل  طالب يومياو بلغ مجموعها 532 يورو لكل طالب في العام الدراسي. وشمل هذا المبلغ المكونات وتكاليف العمالة ومعدات المطبخ والنفقات الثابتة الأخرى ولكن لا تشمل  تكاليف الملكية ولا الضرائب.
الأطفال الذين يشاركون في أنشطة قبل وبعدالمدرسة يتم أيضا تقديم وجبة خفيفة صحية مجانية.

#### التعليم العالي
يتم دعم وجبات غداء لطلبة التعليم العالي (مثل أولئك الذين يحضرون الجامعات والمعاهد الفنية) أيضا في فنلندا.تعوض مؤسسة كيلا للتأمينات الاجتماعية في فنلندا الوجبات الطلابية التي تفي بالمعايير الغذائية والتسعير للحصول على إعانات وجبة الحكومة. يرمي هذ البرنامج إلي تعزيز التوجهات الإيجابية الصحية  والمغذية بين الطلاب. يلائم هذا البرنامج احتياجات الحِمْية الخاصة وكل ما له صلة بالدين أو المعتقدات الأخلاقية أو القضايا الصحية - من دون تكاليف اضافية.

#### أهداف و دور في التعليم

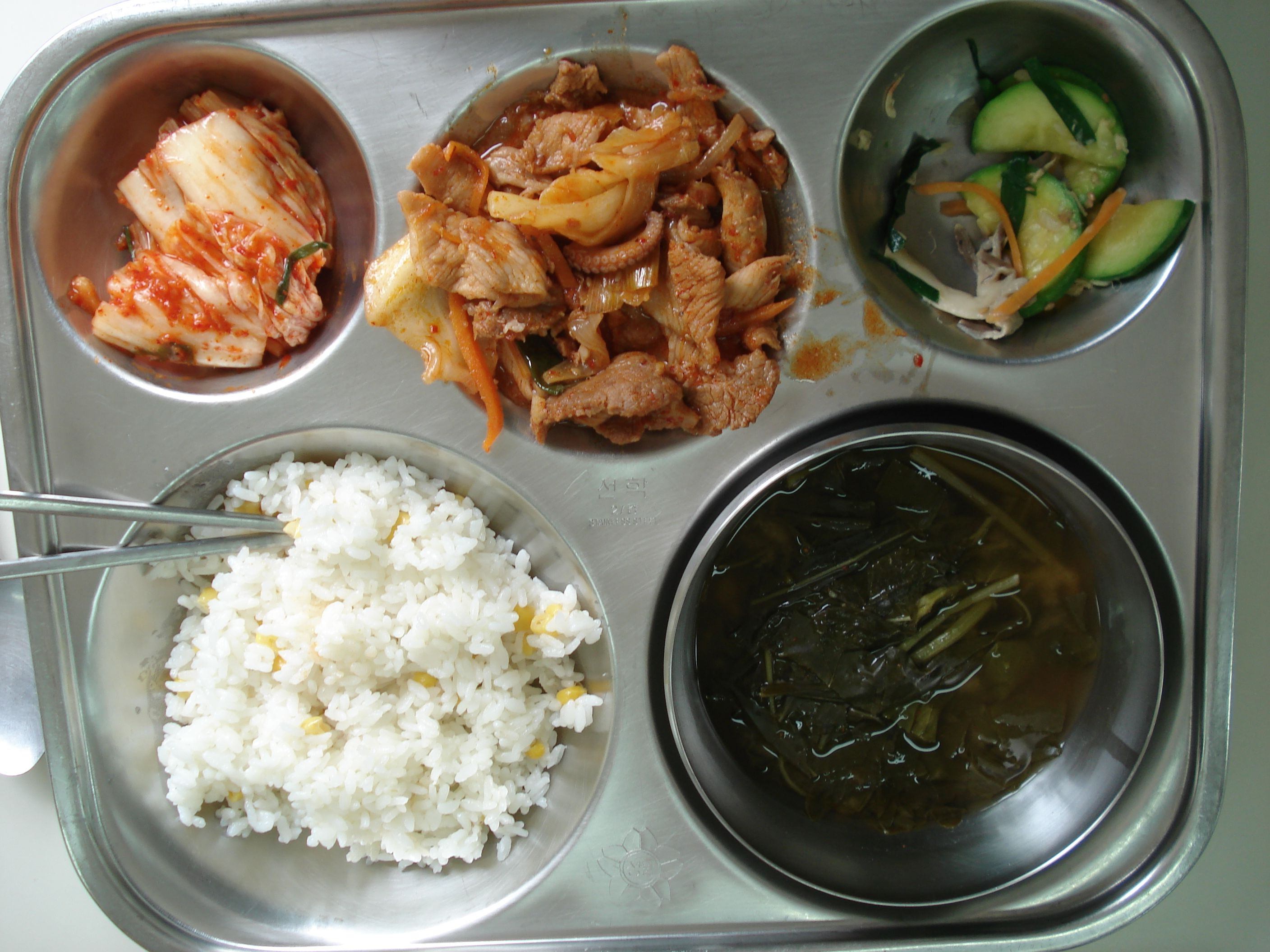
وجبة طعام في مدرسة في كوريا الجنوبية.

وينظر إلى الوجبات المدرسية المجانية في فنلندا علي أنها استثمار للمستقبل؛ والهدف من ذلك هو الحفاظ على وتحسين صحة الأطفال ورفاههم والتعلم. يتم استخدام الوجبات المدرسية كأداة تربوية لتعليم آداب المائدة والثقافة الغذائية والتغذية، وعادات الأكل الصحية، فضلا عن زيادة استهلاك الخضروات والفواكه والتوت، وخبز الذرة الكامل، والحليب منزوع الدسم أو قليل الدسم. أحد الدروس الأساسية هو التعاون بين الطلاب والمدرسين الأوائل والمعلمين وأولياء الأمور وموظفين الطعام. في العديد من المدارس يشارك الطلاب في عمل المقاصف المدرسية أثناء فترة ممارسة للحياة العملية. معظم المدارس لديها لجنة للوجبة المدرسية حيث يطور الطلاب والمعلمين والموظفين الطعام مطاعم المدرسة معا. ترحب معظم المدارس أيضا بأولياء الأمور للحضور وتذوق الوجبات المدرسية. ويوجد هناك دائما حضور للبالغين في مطعم المدرسة. ويعتبر الدور التربوي الذي يلعبه الموظفون في المطاعم المدرسية هاما،وأيضا معرفة المعلمون بالتغذية السليمة. في عام 2009 بدأت فنلندا في تطوير الوجبات المدرسية والتثقيف الغذائي للمعلمين والتعليم التربوي للعاملين في المطاعم المدرسية.
تشكل اللوائح الوطنية والمحلية أساسا لممارسات وجبة المدرسة الفنلندية. تمثل قوانين ومراسيم التعليم والمناهج المحلية الوثائق المركزية التي تنظم الوجبات المدرسية. المناهج المحلية ومناهج الدراسة تحدد المبادئ الأساسية لتنظيم المطاعم المدرسية. تصف المناهج كذلك أهداف التعليم في مجالات الصحة والتغذية والأخلاق.ويوضع في الاعتبارالدور الصحي والاجتماعي للوجبات المدرسية وأغراض تدريس التغذية والأخلاق والجانب الترفيهي من استراحة الغداء  عند ترتيب الوجبات المدرسية والوجبات الخفيفة. يسمح للطلاب بثلاثين دقيقة علي الأقل لتناول الطعام وبعد ذلك يأخذون عطلة قصيرة في الهواء الطلق.
يمكن أن تكون وجبات الغداء المدرسية قناة لتمكين منتجي المواد الغذائية المحلية. إدخال الأسماك المنتجة محليا إلى ما تقدمه مطاعم المؤسسات مثل المقاصف المدرسية هو البديل الأخلاقي والبيئي للحوم ذات الإنتاج الضخم أو الأسماك المستوردة.

#### محتويات وتوجيهات

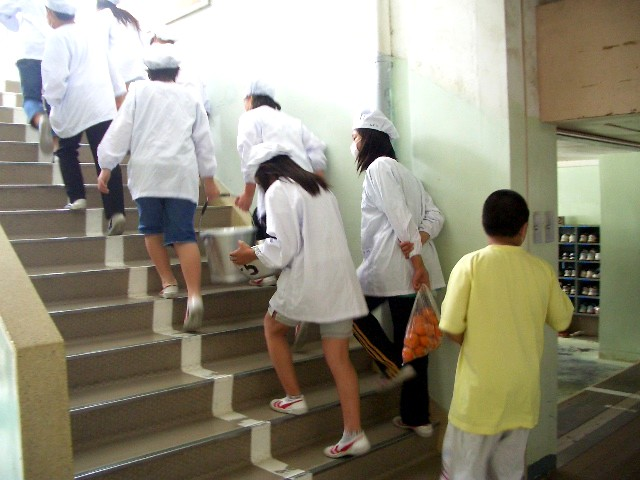
في المدارس اليابانية الاطفال ينظفون الطاولات

تتكون الوجبات المدرسية عموما من الأطعمة الفنلندية النموذجية. وتتكون وجبة المدرسة الأساسية من الطبق الرئيسي الساخن والخضراوات والخبز وأطعمة من السوق وشراب. ويتم احتساب وجبة الغداء المدرسية ليعادل حوالي ثلث الاحتياجات الغذائية اليومية للطفل. تم تصميم المطاعم المدرسية بناء علي المبادئ التوجيهية للمجلس الوطني للتغذية والغذائية للمدارس. يتم تحديث التوصيات للوجبات المدرسية خلال العام 2016.
عادة ما توفر المدارس الفنلندية الغداء في المقاصف المدرسية على شكل بوفيه، حيث يخدم التلاميذ أنفسهم بالقدر الذي يريده كل طالب. تستخدم المدارس غالبا لوحة إرشادية لتوجيه الطلاب نحو عادات الأكل وتتمثل في التوصيات التالية:
- خضروات طازجة ومطبوخة تغطي نصف الطبق.
- البطاطا والأرز والمعكرونة تغطي ربع الطبق.
- السمك مرة اسبوعيا علي الاقل (ويفضل مرتين ) لحم أو فاصوليا وكرنب صغير كجزء من نظام غذائي نباتي يغطي الربع المتبقي من الطبق.
- منتجات الحليب منزوع الدسم أو الحليب نصف الدسم، أو منتجات الالبان المتخمرة.
- ماء.
- خبز مع سمن نباتي أو مزيج زبدة وسمن.
- التوت أو الفواكه للتحلية.

يحق للأطفال ذوي الاحتياجات الغذائية الخاصة اتباع نظام غذائي خاص بدون تكاليف سواء فيما يتعلق بالدين والمعتقدات الأخلاقية أو المسائل الصحية. تم تصميم القوائم المدرسة لتكون مناسبة لمعظم الطلاب مع تعديلات طفيفة إذا لزم الأمر. إذا كان لدي الطفل احتياجات غذائية خاصة تطلب المدرسة معلومات محددة حول تلك الاحتياجات لضمان سلامة الأغذية والقضاء على التلوث المحتمل. في حالة الوجبات الغذائية الخاصة ذات الصلة بالصحة، وتطلب المدارس تقييم الطبيب أو الممرضة أو أخصائي التغذية. 
كما هو الحال مع وجبات الغداء المدرسية تستخدم الوجبات الخفيفة قبل أو بعد المدرسة كأداة تربوية في تعليم الأطفال حول التغذية السليمة وآداب المائدة والثقافة الغذائية. تم تصميم الوجبات الخفيفة لتقدم تنوع في الاغذية وتأخذ بعين الاعتبار توصيات التغذية الفنلندية فضلا عن الاحتياجات الفردية للأطفال.

#### دبلوم الغداء المدرسي
ليس لدي فنلندا نظام اعتماد وطني لتقييم نوعية وجبات الغداء المدرسية. ومع ذلك مُنحت أكثر من 200 مدرسة مشروع دبلوم الغداء المدرسي وذلك مع نهاية سنة 2015. يعطي الدبلوم شهادة بالتزام المدرسة بالمعايير والتوصيات الوطنية الخاصة بالتغذية والتثقيف والغداء المدرسي المستدام تربوياو بيئيا. بل هو أيضا مؤشرا على التعاون الممتاز بين أصحاب المصالح داخل المدرسة. وتنسق رابطة الطهاة المحترفين الفنلندية دبلوم الغداء المدرسي.

### إيطاليا
توفرالوجبات المدرسية في إيطاليا أكلات المطبخ الإيطالي العادي، على الرغم من أنها قد تختلف بين المناطق والمدن. تجد الحكومة الإيطالية نفسها صاحبة مسئولية كبيرة تجاه الشعب وتقوم بعمل دراسة على نطاق واسع لقياس وإشراك الطلاب في العادات الغذائية والحمية الغذائية والخيارات الغذائية.

### السويد

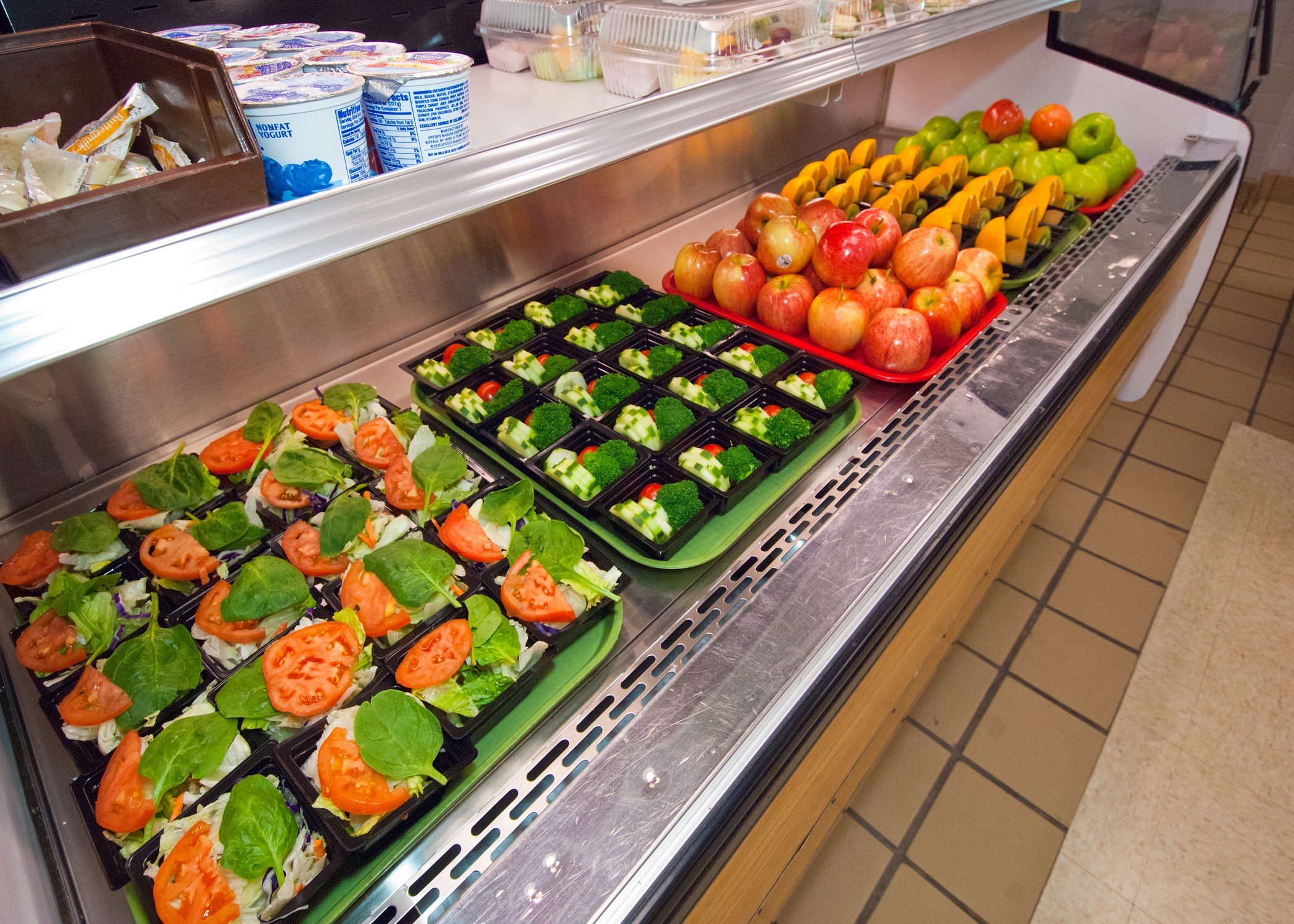
بوفيه طعام مدرسي بواشنطن

وكان الغدء المدرسي مجاني في المدارس الابتدائية والثانوية السويدية منذ سنة 1973. وتغطي الحكومة أو البلدية كافة النفقات. وتقدم وجبات الغداء المدرسية عادة علي طريقة البوفيه. تشمل البوفيهات أساسا البطاطا أو الأرز. اللحم أو السمك؛ والخضروات. عادة ما يتم تقديم الحليب والماء إلى المشروبات، وهناك أيضا خيارات نباتية، وكذلك الأطعمة التي تندرج تحت متطلبات دينية؛ هذه الأطعمة أيضا مجانية.
توقع عادة كل مدينة علي عقد خاص مع شركة خدمات مطاعم التي توفر التغذية المدرسية. يتم استيراد العديد من المنتجات الغذائية، ولكن لا تزال المعايير جيدة. يتناول المدرسون أو مدير المدرسة الطعام مع التلاميذ في العديد من المدارس، وذلك بهدف إنشاء روابط متينة بين الطلاب وإدارة المدرسة. كما يوجد في المدارس السويدية أسابيع للأطعمة الدولية أو النباتية.

### الدنمارك
ويمكن أن تشمل وجبات الغداء المدرسية في الدنمارك عناصر مثل الفاكهة أو البط المشوي والبطاطا والملفوف الأحمر أو الأبيض.

### النرويج
تم توفير وجبة الغداء المدرسية النرويجية من السويد خلال الحرب العالمية الثانية،وذلك بتمويل جزئي من القطاع الخاص. وتم وقف جميع وجبات الغداء في المدارس العامة في وقت لاحق. ويجلب معظم طلاب النرويج وجبة الغداء الخاصة بهم من المنزل. بدأت المدارس توفر قطعة واحدة مجانية من الفاكهة كل يوم لجميع التلاميذ من الصف الثامن إلي العاشر وذلك في سنة 2007. تبيع المدارس النرويجية أيضاالحليب المدعم.

### فرنسا

#### الخلفية التاريخية

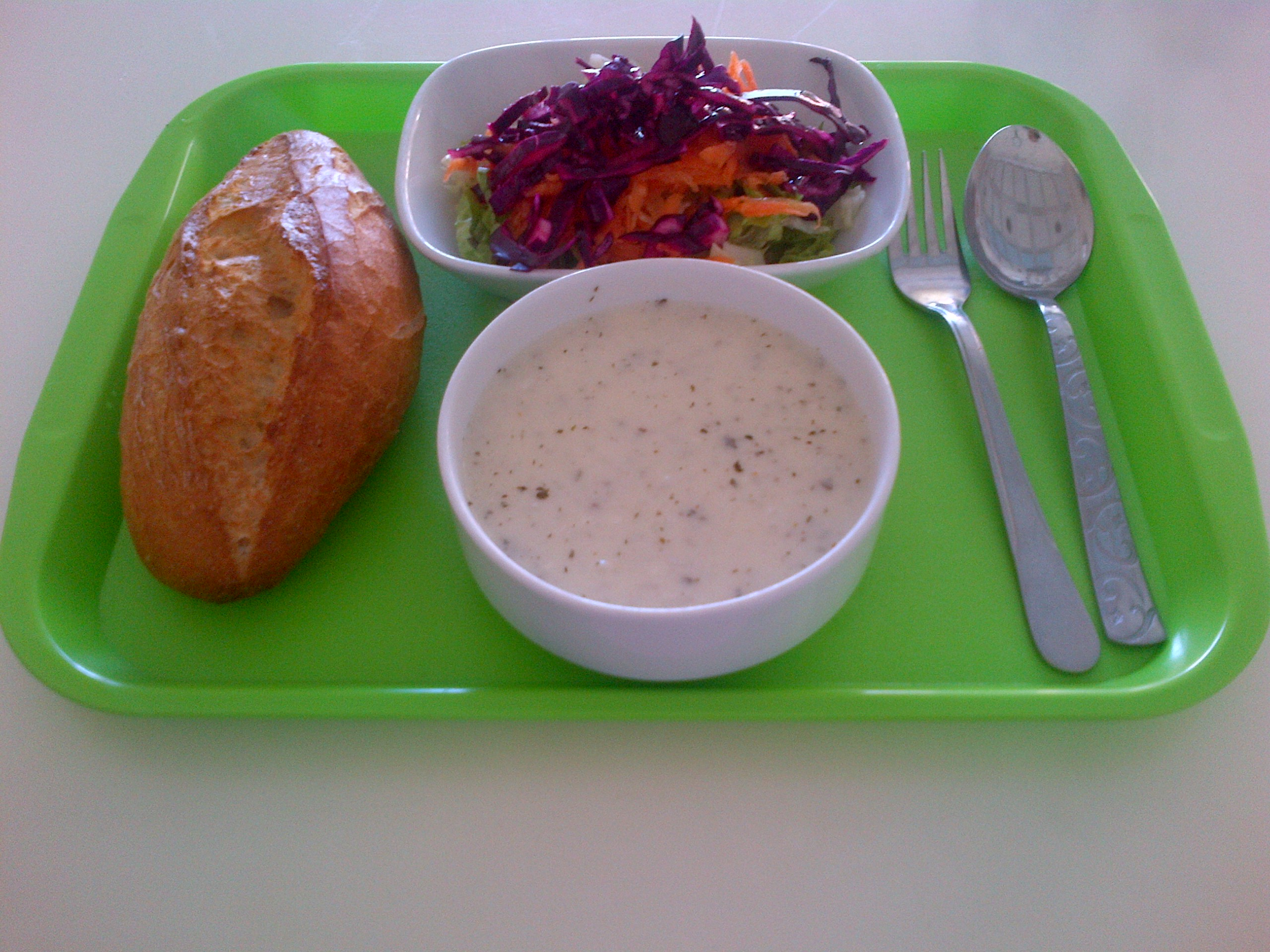
طعام مدرسي بالسويد

بدأت الحكومة الفرنسية في السبعينات في العمل على تحسين وجبات الغداء المدرسية. ووضعت الحكومة المبادئ التوجيهية الغذائية للوجبات المدرسة الفرنسية في سنة 1970. أشارت المبادئ التوجيهية لتوصيات الغذاء سنة 1971 أن كل وجبة يجب أن تحتوي على الخضار النيئ مثل السلطة والفواكه والبروتين في شكل من الحليب أو منتجات الألبان الأخرى والخضراوات المطبوخة مرتين في الأسبوع والكربوهيدرات في الأيام المتبقية.

#### الوضع الراهن
يعتبر الغداء أهم وجبة في اليوم في فرنسا. ويمكن للطلاب الحصول على الغداء في المدرسة أو العودة إلى المنزل لذلك. تستمر استراحة الغداء لمدة تتراروح بين ساعة إلي اثنتين. يأخذ الطلاب الفرنسيين الوقت الكافي لتذوق وجبات الطعام والاستمتاع بها. علي الطلاب أن يدفعوا ثمن وجبات الغداء المقدمة من الكافيتريا مع العلم أن تكلفة الوجبة تختلف حسب المنطقة. تدفع عائلة الطالب ثمن نصف الوجبة، بينما تتكفل المدرسة بالباقي. على سبيل المثال فإن وجبة نموذجية قد تكلف 6 دولارات تدفع الأسرة منها 3 دولارات فقط بدلا من السعر الكامل.

#### محتويات وتوجيهات

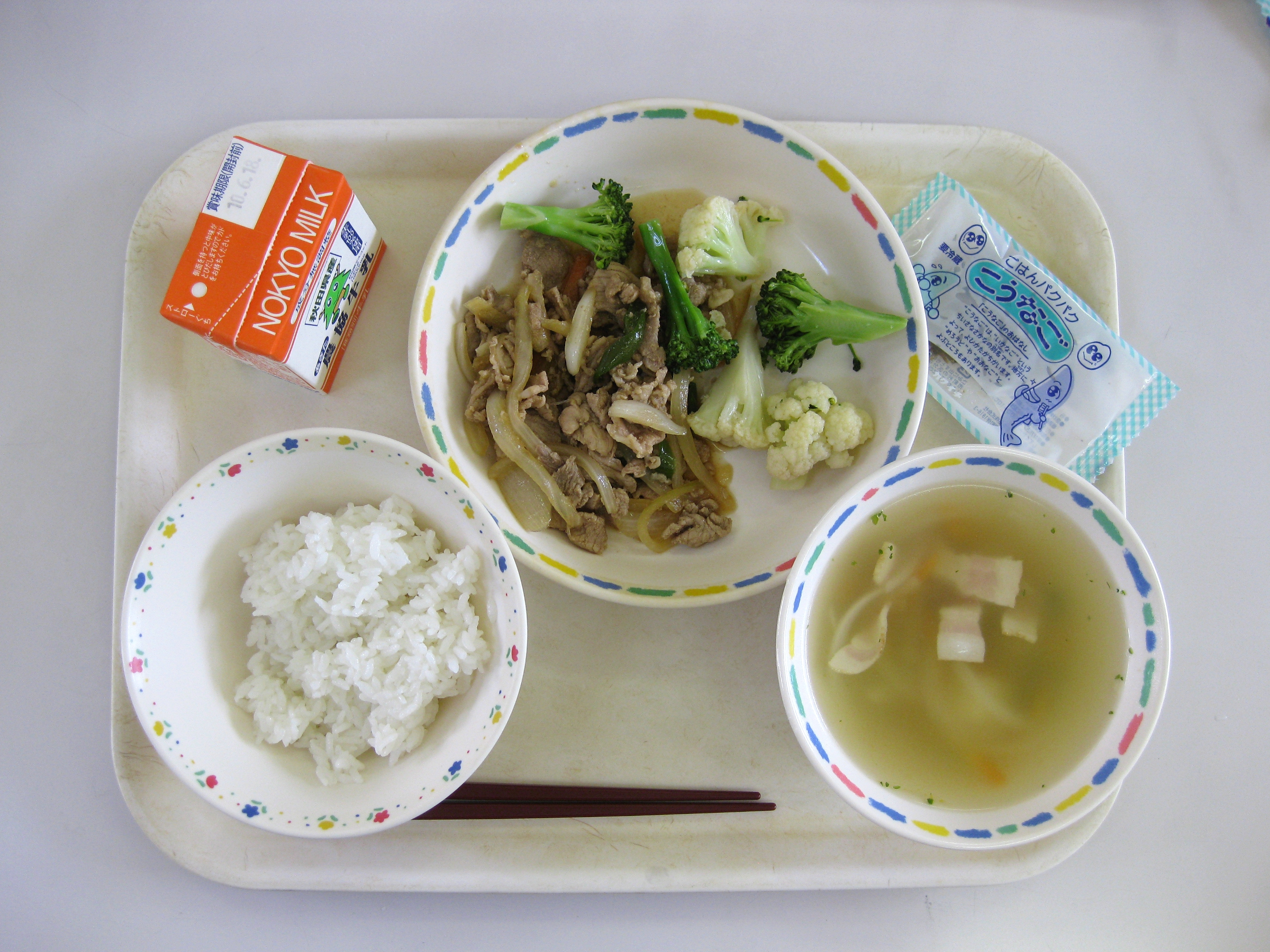
طعام مدرسي ياباني

ذكرت المبادئ التوجيهية لتوصيات الغذاء لسنة 2001، التي وقعها وزير التربية الوطنية، أن وجبات الغداء المدرسية يجب أن تكون صحية ومتوازنة.
تتنوع القوائم يوميا، ويطلع عليها  الآباء والأمهات.تنص المبادئ التوجيهية تحديدا على ما يلي:
- يجب أن يحتوي طعام المدرسة علي كميات قليلة جدا من الدهون.
- يجب أن تحتوي الوجبات المدرسية علي الفيتامينات والمعادن.
- يجب أن يحتوي الطبق الرئيسي من كل وجبة على اللحوم والأسماك والبيض.

تقدم المقاصف المدرسية خمس وجبات رئيسية، حتى لمرحلة ما قبل المدرسة. كما يأكل تلاميذ المدارس نفس الأشياء التي يأكلها البالغون. 
يتكون غداء المدرسة في فرنسا من فاتح شهية و سلطة والطبق الرئيسي و طبق جبن وحلوى. قد يوجد الخبز في كل وجبة. ويمكن أن تتألف قائمة الطعام من حساء البطاطس مع الكراث، والجزر وسلطة الفاصوليا ولحم الضأن مع الزعفران، ومجموعة متنوعة من الجبن والجريب فروت (ليمون هندي). ويرافق الماءكل وجبة.
المدارس الفرنسية لا تملك ماكينات بيع آلية.

## آسيا

### كوريا الجنوبية
تشمل وجبة الغذاء في مدارس كوريا الجنوبية أطعمة كورية تقليدية مثل الأرز والكمتشي. ومن الأطباق الأخرى هناك أوراق السمسم المحشوة بالأرز والمغطاة بصلصة العسل، وحساء البطاطا باليقطين، والبان كيك المحضرة من عجين البيض السائل والبصل الأخضر مع خيار تقديم الفلفل ولحم الأخطبوط، بالإضافة إلى سلطات الخيار والجزر.